# Kadeisha Buchanan
Pour les articles homonymes, voir Buchanan.
Kadeisha Buchanan (née le 5 novembre 1995 à Toronto) est une joueuse canadienne de soccer (football) qui évolue au poste de défenseur au club de Chelsea FC ainsi que pour l'équipe du Canada.

## Carrière
Kadeisha Buchanan naît à Toronto de parents d'origine jamaïcaine et grandit à Brampton et Mississauga. Elle commence à jouer à sept ans pour le club Brams United SC. En 2010, à 14 ans, elle entre dans le programme national de formation. Elle fait partie de l'équipe canadienne finaliste du Championnat de la CONCACAF des moins de 17 ans en 2012 et participe à la Coupe du monde des moins de 17 ans en Azerbaïdjan la même année. En 2014, elle participe à la Coupe du monde des moins de 20 ans organisée au Canada.
Dès le 12 janvier 2013, à l'âge 17 ans, elle fait ses débuts avec l'équipe nationale féminine lors d'un tournoi amical contre la Chine. Elle est sélectionnée pour disputer la Coupe du monde de 2015 et est titulaire pour les cinq matchs du Canada. À l'issue de la compétition, elle est honorée du titre de « meilleure jeune joueuse » du tournoi par la FIFA, confirmant son statut de « Sinclair des défenses » qui lui a été attribué par l'entraîneur John Herdman.
Depuis 2013, Buchanan fréquente l'université de Virginie-Occidentale où elle s'aligne pour les Mountaineers. En 2014, elle joue pour le Fury d'Ottawa.
Kadeisha Buchanan a l'honneur d'être représentée sur un timbre émis par Postes Canada en mai 2015, pour commémorer la Coupe du monde de 2015. Elle est en compagnie de la joueuse vedette Christine Sinclair, et représente la nouvelle génération de joueuses canadiennes.
Le 9 janvier 2017, elle s'engage officiellement avec l'Olympique lyonnais pour un contrat de deux ans et demi.

## Statistiques

### Club
| Saison                | Club                  | Championnat           | Championnat | Championnat | Coupe(s) nationale(s) | Coupe(s) nationale(s) | Compétition(s) continentale(s) | Compétition(s) continentale(s) | Compétition(s) continentale(s) | Total | Total |
| Saison                | Club                  | Division              | M.          | B.          | M.                    | B.                    | Comp.                          | M.                             | B.                             | M.    | B.    |
| 2016-2017             | Olympique lyonnais    | Division 1            | 8           | 0           | 4                     | 0                     | WCL                            | 5                              | 0                              | 17    | 0     |
| 2017-2018             | Olympique lyonnais    | Division 1            | 16          | 0           | 4                     | 0                     | WCL                            | 4                              | 0                              | 24    | 0     |
| 2018-2019             | Olympique lyonnais    | Division 1            | 11          | 1           | 3                     | 0                     | WCL                            | 0                              | 0                              | 14    | 1     |
| 2019-2020             | Olympique lyonnais    | Division 1            | 5           | 0           | 3                     | 0                     | WCL                            | 7                              | 1                              | 15    | 1     |
| 2020-2021             | Olympique lyonnais    | Division 1            | 20          | 4           | 1                     | 0                     | WCL                            | 6                              | 0                              | 27    | 4     |
| 2021-2022             | Olympique lyonnais    | Division 1            | 18          | 1           | 2                     | 0                     | WCL                            | 13                             | 2                              | 33    | 3     |
| Sous-total            | Sous-total            | Sous-total            | 78          | 6           | 17                    | 0                     | -                              | 35                             | 1                              | 130   | 7     |
| Total sur la carrière | Total sur la carrière | Total sur la carrière | 78          | 6           | 17                    | 0                     | -                              | 35                             | 1                              | 130   | 7     |

## Palmarès

### En club
Olympique lyonnais :
- Vainqueur du Championnat de France en 2017, 2018, 2019, 2020 et 2022 (5)
- Vainqueur de la Coupe de France en 2017, 2019 et 2020 (3)
- Vainqueur de la Ligue des champions en 2017, 2018, 2019, 2020 et 2022 (5)
- Finaliste de la Coupe de France en 2018

 Chelsea
- Championne d'Angleterre en 2023 et 2024
- Vainqueur de la Coupe d'Angleterre en 2023.
- Finaliste de la FA WSL Cup en 2024.

### En sélection
Équipe du Canada :
- Médaille d'or aux Jeux olympiques de Tokyo 2020
- Médaille de bronze aux Jeux olympiques de Rio 2016
- Vainqueur de l'Algarve Cup en 2016

### Distinctions personnelles
- Meilleure jeune joueuse de la Coupe du Monde en 2015
- Nommée dans l'équipe type de la FIFA FIFPro Women's World11 en 2015.

## Vie privée
Kadeisha Buchanan est ouvertement lesbienne,,.